# 本多政武
本多 政武（ほんだ まさたけ）は、江戸時代前期の大名。大和国高取藩の第2代藩主。

## 生涯
慶長3年（1598年）、初代藩主・俊政の長男として生まれる。
慶長15年（1610年）、父の死去により家督を継ぎ、大和国高取城主として2万5千石（または2万7千石とも）を領した。
慶長19年（1614年）からの大坂の陣では徳川方に与し、翌年の夏の陣では道明寺口の戦いで武功を挙げた。囲碁の名人でもあり、慶長15年（1610年）には囲碁本因坊戦で勝利している。また、大坂城修築工事や高野山大塔造営奉行などで活躍した。寛永9年（1632年）には徳川秀忠の遺物である銀300枚を拝領している。
寛永14年（1637年）7月13日に死去した。享年40。嗣子がなかったため、高取藩本多家は無嗣改易となった。